# Iulian Teodorescu
Iulian (Julian) Teodorescu (n. 1872 – d. 1935) a fost un jurist român, licențiat al Facultății de Drept din cadrul Universității din București (1895). A obținut titlul de Doctor în drept al Universității din Paris (1900). A fost judecător la Tribunalul Iași și cadru didactic al Universității „Alexandru Ioan Cuza” din Iași (1905-1920), unde a deținut funcția de rector în perioada ianuarie-septembrie 1920.
A fost Președinte al Cercului de studii penale și director al publicației Revista penală (1921-1932), devenită Revista de Drept penal și știință penitenciară (1932-1935, alături de Vespasian Pella).

## Lucrări reprezentative
- Teoria sentințelor fără durată determinată (1901)
- Chestiuni de drept penal și știință penitenciară, tipografia „Gutenberg”, București (1904)
- Minoritatea în fața legii penale (1904)
- Judecătorul de ocol ca ofițer de poliție judiciară (1909)
- Curs de drept penal, Iași (1913)
- Problema libertății individuale (1923)